# Stamboom Maria Magdalena van Limburg-Stirum
Dit is de stamboom van gravin Maria Magdalena van Limburg-Stirum (1632–1707).
| Stamboom Maria Magdalena van Limburg-Stirum (1632–1707) | Stamboom Maria Magdalena van Limburg-Stirum (1632–1707)                                           | Stamboom Maria Magdalena van Limburg-Stirum (1632–1707)                                           | Stamboom Maria Magdalena van Limburg-Stirum (1632–1707)                                                               | Stamboom Maria Magdalena van Limburg-Stirum (1632–1707)                                                               | Stamboom Maria Magdalena van Limburg-Stirum (1632–1707) | Stamboom Maria Magdalena van Limburg-Stirum (1632–1707) | Stamboom Maria Magdalena van Limburg-Stirum (1632–1707)                                                 | Stamboom Maria Magdalena van Limburg-Stirum (1632–1707)                                                 |
| ------------------------------------------------------- | ------------------------------------------------------------------------------------------------- | ------------------------------------------------------------------------------------------------- | --- | --- | --- | --- | --- | --- |
| Betovergrootouders                                      | George van Limburg-Stirum (ca. 1500–1552) ⚭ 1539 Ermgard van Wisch (1520–1587)                    | Jobst II van Hoya (1493–1545) ⚭ ? Anna Magdalena van Gleichen (?–1545)                            | Jobst I van Holstein-Schauenburg-Pinneberg (1483–1531) ⚭ 1506 Maria van Nassau-Siegen (1491–1547)                     | Ernst I ‘de Belijder’ van Brunswijk-Lüneburg (1497–1546) ⚭ 1528 Sophia van Mecklenburg-Schwerin (1508–1541)           | Arnold II van Bentheim-Steinfurt (?–1544) ⚭ ? Walburga van Brederode-Nieuwenaar (?–?) | Koenraad van Tecklenburg-Schwerin (1501–1557) ⚭ 1527 Mechtild van Hessen (ca. 1490–1558) | Gumprecht I van Nieuwenaar-Alpen (1465–1504) ⚭ 1490 Amalia van Wertheim (1460–1532)                     | Wirich V van Daun-Falkenstein (ca. 1473–1546) ⚭ 1505 Irmgard van Sayn (?–1551)                          |
| Overgrootouders                                         | Herman George van Limburg-Stirum (1540–1574) ⚭ 1557 Maria van Hoya (1534–1612)                    | Herman George van Limburg-Stirum (1540–1574) ⚭ 1557 Maria van Hoya (1534–1612)                    | Otto IV van Holstein-Schauenburg-Pinneberg (ca. 1517–1576) ⚭ 1558 Elisabeth Ursula van Brunswijk-Lüneburg (1539–1586) | Otto IV van Holstein-Schauenburg-Pinneberg (ca. 1517–1576) ⚭ 1558 Elisabeth Ursula van Brunswijk-Lüneburg (1539–1586) | Eberwin III van Bentheim-Steinfurt (1536–1562) ⚭ 1553 Anna van Tecklenburg-Schwerin (1532–1582) | Eberwin III van Bentheim-Steinfurt (1536–1562) ⚭ 1553 Anna van Tecklenburg-Schwerin (1532–1582) | Gumprecht II van Nieuwenaar-Alpen (ca. 1503–1555) ⚭ 1542 Amöna van Daun-Falkenstein (ca. 1520–ca. 1582) | Gumprecht II van Nieuwenaar-Alpen (ca. 1503–1555) ⚭ 1542 Amöna van Daun-Falkenstein (ca. 1520–ca. 1582) |
| Grootouders                                             | Joost van Limburg-Stirum (1560–1621) ⚭ 1591 Maria van Holstein-Schauenburg-Pinneberg (1559–1616)  | Joost van Limburg-Stirum (1560–1621) ⚭ 1591 Maria van Holstein-Schauenburg-Pinneberg (1559–1616)  | Joost van Limburg-Stirum (1560–1621) ⚭ 1591 Maria van Holstein-Schauenburg-Pinneberg (1559–1616)                      | Joost van Limburg-Stirum (1560–1621) ⚭ 1591 Maria van Holstein-Schauenburg-Pinneberg (1559–1616)                      | Arnold II van Bentheim-Tecklenburg (1554–1606) ⚭ 1573 Magdalena van Nieuwenaar-Alpen (1553–1627) | Arnold II van Bentheim-Tecklenburg (1554–1606) ⚭ 1573 Magdalena van Nieuwenaar-Alpen (1553–1627) | Arnold II van Bentheim-Tecklenburg (1554–1606) ⚭ 1573 Magdalena van Nieuwenaar-Alpen (1553–1627)        | Arnold II van Bentheim-Tecklenburg (1554–1606) ⚭ 1573 Magdalena van Nieuwenaar-Alpen (1553–1627)        |
| Ouders                                                  | George Ernst van Limburg-Stirum (1593–1661) ⚭ 1631 Magdalena van Bentheim-Tecklenburg (1591–1649) | George Ernst van Limburg-Stirum (1593–1661) ⚭ 1631 Magdalena van Bentheim-Tecklenburg (1591–1649) | George Ernst van Limburg-Stirum (1593–1661) ⚭ 1631 Magdalena van Bentheim-Tecklenburg (1591–1649)                     | George Ernst van Limburg-Stirum (1593–1661) ⚭ 1631 Magdalena van Bentheim-Tecklenburg (1591–1649)                     | George Ernst van Limburg-Stirum (1593–1661) ⚭ 1631 Magdalena van Bentheim-Tecklenburg (1591–1649) | George Ernst van Limburg-Stirum (1593–1661) ⚭ 1631 Magdalena van Bentheim-Tecklenburg (1591–1649) | George Ernst van Limburg-Stirum (1593–1661) ⚭ 1631 Magdalena van Bentheim-Tecklenburg (1591–1649)       | George Ernst van Limburg-Stirum (1593–1661) ⚭ 1631 Magdalena van Bentheim-Tecklenburg (1591–1649)       |
| Maria Magdalena van Limburg-Stirum (1632–1707)          |                                                                                                   |                                                                                                   | | | | | | |
| Echtgenoot                                              | ⚭ 1646 Hendrik van Nassau-Siegen (1611–1652)                                                      | ⚭ 1646 Hendrik van Nassau-Siegen (1611–1652)                                                      | ⚭ 1646 Hendrik van Nassau-Siegen (1611–1652)                                                                          | ⚭ 1646 Hendrik van Nassau-Siegen (1611–1652)                                                                          | ⚭ 1646 Hendrik van Nassau-Siegen (1611–1652) | ⚭ 1646 Hendrik van Nassau-Siegen (1611–1652) | ⚭ 1646 Hendrik van Nassau-Siegen (1611–1652)                                                            | ⚭ 1646 Hendrik van Nassau-Siegen (1611–1652)                                                            |
| Kinderen                                                | Ernestina van Nassau-Siegen (1647–1652)                                                           | Ernestina van Nassau-Siegen (1647–1652)                                                           | Willem Maurits van Nassau-Siegen (1649–1691) ⚭ 1678 Ernestine Charlotte van Nassau-Schaumburg (1665–1732)             | Willem Maurits van Nassau-Siegen (1649–1691) ⚭ 1678 Ernestine Charlotte van Nassau-Schaumburg (1665–1732)             | Sophia Amalia van Nassau-Siegen (1650–1688) ⚭ 1675 Frederik Casimir van Koerland (1650–1698) | Sophia Amalia van Nassau-Siegen (1650–1688) ⚭ 1675 Frederik Casimir van Koerland (1650–1698) | Frederik Hendrik van Nassau-Siegen (1651–1676)                                                          | Frederik Hendrik van Nassau-Siegen (1651–1676)                                                          |
| Kleinkinderen                                           | –                                                                                                 | –                                                                                                 | 1. Frederik Willem Adolf van Nassau-Siegen (1680–1722) 2. Karel Lodewijk Hendrik van Nassau-Siegen (1682–1694)        | 1. Frederik Willem Adolf van Nassau-Siegen (1680–1722) 2. Karel Lodewijk Hendrik van Nassau-Siegen (1682–1694)        | 1. Frederik van Koerland (1682–1683) 2. Maria Dorothea van Koerland (1684–1743) 3. Eleonora Charlotte van Koerland (1686–1748) 4. Amalia Louise van Koerland (1687–1750) 5. Christina Sophia van Koerland (1688–1694) | 1. Frederik van Koerland (1682–1683) 2. Maria Dorothea van Koerland (1684–1743) 3. Eleonora Charlotte van Koerland (1686–1748) 4. Amalia Louise van Koerland (1687–1750) 5. Christina Sophia van Koerland (1688–1694) | – | – |